# Kalophrynus
Le rane granulose, Kalophrynus (Tschudi, 1838) sono un genere di anfibi anuri, unico appartenente della sottofamiglia Kalophryninae ricompresa nella famiglia Microhylidae.

## Distribuzione
Le specie di questo genere si trovano nel sud della Cina nell'isola di Giava, nelle Filippine e nello stato di Assam in India.

## Tassonomia
Comprende le seguenti 26 specie:
- Kalophrynus anya Zug, 2015
- Kalophrynus baluensis Kiew, 1984
- Kalophrynus barioensis Matsui and Nishikawa, 2011
- Kalophrynus bunguranus (Günther, 1895)
- Kalophrynus calciphilus Dehling, 2011
- Kalophrynus cryptophonus Vassilieva, Galoyan, Gogoleva, and Poyarkov, 2014
- Kalophrynus eok Das and Haas, 2003
- Kalophrynus heterochirus Boulenger, 1900
- Kalophrynus honbaensis Vassilieva, Galoyan, Gogoleva, and Poyarkov, 2014
- Kalophrynus interlineatus (Blyth, 1855)
- Kalophrynus intermedius Inger, 1966
- Kalophrynus kiewi Matsui, Eto, Belabut, and Nishikawa, 2017
- Kalophrynus limbooliati Matsui, Nishikawa, Belabut, Norhayati, and Yong, 2012
- Kalophrynus meizon Zug, 2015
- Kalophrynus menglienicus Yang and Su, 1980
- Kalophrynus minusculus Iskandar, 1998
- Kalophrynus nubicola Dring, 1983
- Kalophrynus orangensis Dutta, Ahmed, and Das, 2000
- Kalophrynus palmatissimus Kiew, 1984
- Kalophrynus pleurostigma Tschudi, 1838
- Kalophrynus punctatus Peters, 1871
- Kalophrynus robinsoni Smith, 1922
- Kalophrynus sinensis Peters, 1867
- Kalophrynus subterrestris Inger, 1966
- Kalophrynus tiomanensis Chan, Grismer, and Grismer, 2011
- Kalophrynus yongi Matsui, 2009